# Zmizení tří Čechů v Albánii v roce 2001
Zmizení tří Čechů v Albánii v roce 2001 je nevyjasněný případ tří českých studentů – dvou bratrů a dívky jednoho z nich – kteří se v srpnu 2001 vypravili do albánských hor, ale nikdy se odtud nevrátili a ani jejich těla se nenašla.

## Pohřešovaní studenti
Tři čeští studenti se znali například z Vodní pětky; jednalo se o bratry Michala a Jana Pavelkovy a jejich kamarádku Lenku Tučkovou:
- Michal Pavelka se narodil 20. října 1977 a v době ztracení mu tedy bylo 23 let,
- Jan Pavelka, bratr Michala, se narodil 5. května 1979, takže mu v době ztracení bylo 22 let,
- Lenka Tučková, kamarádka obou bratrů, se narodila 28. června 1978, čili jí v době ztracení bylo 23 let.

## Cesta tří studentů
Lenka Tučková odjela 5. srpna z Prahy do Budapešti autobusem, ke kterému ji doprovodil její tatínek. Tam se měla setkat s Michalem a Janem Pavelkovými. Zpět domů se měla Lenka vrátit 10. září, oba bratři 18. září.

## Pátrání po studentech
Protože se Lenka Tučková ve stanovený čas domů nevrátila, oznámili 17. září její rodiče na policii, že ji pohřešují. O týden později – 24. září – totéž ze stejného důvodu učinili i rodiče bratrů Pavelkových.

### Předpokládaný plán cesty
Následně byl sestaven předpokládaný, leč velmi orientační, plán cesty. Podle něj se měli kamarádi po shledání se v maďarské Budapešti (buď prostřednictvím dělnického autobusu do rumunského Aradu a z něj dále vlakem přes Srbsko a nebo přímo vlakem z Budapešti) dostat do Albánie. Zde chtěli především navštívit její severní hory, dále rodné město Envera Hodži – tedy Gjirokastër – a také město Krujë. Rádi by se však vyhnuli Tiraně, neboť velká města neměli příliš v oblibě.
Albánii měli projet ze severu na jih a následně přes Řecko, Bulharsko a Rumunsko, kde s ohledem na jejich předchozí zdejší návštěvy plánovali delší zastávku, se vrátit zpět do České republiky.

### Skutečný průběh cesty
Na albánské ambasádě v České republice bylo zjištěno, že studenti do Albánie vstoupili 7. srpna na hranicích ze Svazové republiky Jugoslávie přes černohorský hraniční přechod Han i Hotit (mezi černohorskou Podgoricou a albánským Skadarem). Albánskými úřady byla také prověřena možnost opuštění země přes její hranice s Makedonií, avšak s negativním výsledkem; studenti tudy neprošli. A pravděpodobně se nevrátili ani zpět do Jugoslávie. Později – 1. října – česká ambasáda v Itálii zjistila, že ani tamní hranice studenti nepřekročili.

### Pátrání
Na konci září 2001 byla s žádostí o pomoc oslovena albánská policie, františkáni z Bajzy a posléze také Misionářky milosrdenství Matky Terezy v Tiraně. Založeny byly dále webové stránky ztracenivalbanii.cz, které v češtině, angličtině a albánštině informovaly o probíhajícím pátrání. Zprávy o pátrání vyšly prostřednictvím ČTK a objevily se také ve vysílání České televize.
Na začátku října se ozval turista, který v Albánii mezi 15. a 22. srpnem pobýval, že jel 15. srpna taxíkem z Tuzi do Skadaru a taxikář si vzpomněl, že asi 7. nebo 8. srpna vezl také tři pohřešované studenty. Dokonce si prý vzpomněl i na jejich jména a údajně pak měli v plánu jít do hor. Tuto informaci však nebylo možné ověřit z důvodu absence kontaktu na tohoto taxikáře.

### Pátrací expedice
V pátek 5. října se z Řevnic, odkud všichni pohřešovaní pocházejí, vydala ve čtyřech terénních automobilech na cestu devítičlenná pátrací expedice. Jejím cílem bylo město Skadar, kde měli dohodnutou spolupráci s tamním salesiánským klášterem, v němž měli mít svou základnu a odkud měli v pátrání pokračovat.
Po příjezdu na místo se expedice dozvěděla nové podrobnosti, a sice, že pohřešovaní studenti jeli taxíkem ze Skadaru do Vraku a odtud dále do Kopliku, kde s taxikářem hráli kulečník a zmiňovali se mu, že chtějí v horách zůstat asi 7 až 10 dní. Odtud pak pokračovali jiným taxíkem do Bogy a pěšky do Thethi. Tam ovšem (podle informací místních obyvatel) s největší pravděpodobností nedošli. Věděli však, že v horách někde jsou.
Zmíněnou lokalitu se pátrací týmy rozhodly prozkoumat. Jiná jejich část zároveň prověřovala město Krujë, kam měli pohřešovaní v plánu dojít, zda tam nedorazili, aniž by si toho místní lidé z hor všimli. Tato možnost byla posléze vyvrácena; ve městě Krujë nebyli. Avšak městem Theth prošli a směřovali dále do hor.
Prověřováno také bylo, zda ztracení nepřešli přes kosovsko-albánskou hranici. Toto podezření se u správce Kosova (z OSN) nepotvrdilo.
Dne 9. října potvrdil jeden z albánských obyvatel, že se před dvěma měsíci (konkrétně 10. srpna) s pohřešovanou skupinou setkal a dokumentoval to lístkem s adresou, kterou vlastnoručně napsal Michal Pavelka, jeden ze ztracených studentů.

#### Mylné objevení studentů
Ve středu 10. října se podle albánské kriminální policie všichni tři pohřešovaní studenti našli ve vesnici Dukagjini a jsou v pořádku. Celá pátrací expedice tam okamžitě odjíždí a na místo odlétají i dva vrtulníky albánského ministerstva vnitra. Zpráva o nalezení pohřešovaných se však ukázala jako nepravdivá (jednalo se o cizí státní příslušníky).

#### Návrat expedice
Dne 14. října se část pátrací expedice vydala na cestu zpět do České republiky. Zbytek expedice ji o 5 dní později přes Itálii následuje a do Řevnic přijíždí 20. října.

### Veřejná sbírka
Od 13. října bylo možné finančně přispívat na pátrání po zmizelých, a to formou veřejné sbírky na konto u České spořitelny. Celou sbírku zastřešilo město Řevnice.
Sbírka byla posléze k 31. prosinci 2001 ukončena.

### Žádosti politiků
Během druhé říjnové dekády se na své albánské protějšky obraceli s žádostí o pomoc tehdejší prezident České republiky Václav Havel, ministr spravedlnosti Jaroslav Bureš i předseda Senátu Petr Pithart. Posléze se do případu vložil i Veřejný ochránce práv Otakar Motejl.

### Třetí říjnová dekáda
Albánská policie vypsala odměnu ve výši 150 000 Kč za informaci, která povede k nalezení pohřešovaných studentů. Policie také intenzivně pátrá v oblastech kolem vesnice Nicaj-Shale. Pátrají v horách a prověřují i velké jeskyně. Prověřují navíc též možný odjezd pohřešovaných lodí do Kosova. Ovšem žádné pozitivní zprávy toto její snažení nepřináší.

### Výprava paní Heleny Pavelkové do Albánie
Vzhledem k tomu, že pátrání po třech pohřešovaných kamarádech stále nevedlo k úspěšnému cíli, rozhodla se maminka bratří Michala a Jana Pavelkových odletět do Albánie a sama požádat tamní občany o pomoc při hledání jejích dětí. V albánském hlavním městě Tiraně se s žádostí o pomoc chtěla obrátit také na zdejší úřady a média.
Dne 9. listopadu skutečně do Tirany spolu s několika přáteli dorazila. Následující den se setkala s tamním arcibiskupem Rokem Mirditou, náměstkem albánského ministra vnitra Hujarem Himčim či ředitelem albánské policie Bibilem Memou. Promluvila také pro televizní stanici Klan TV a regionální tiranskou televizní stanici Real TV. O návštěvě paní Pavelkové referoval na titulní straně též přední albánský deník Albanian, který již případ delší dobu sledoval. Během následujících dní se paní Pavelková setkávala s tamními představiteli církve a navštěvovala místa, kudy měli pohřešovaní procházet. Během návštěv děkovala za vykonanou činnost a zároveň prosila o pomoc při dalším pátrání. Navštívila také vesnici Mes, kde se měli pohřešovaní vyskytovat 15. září, což jí potvrdili nezávisle na sobě tři obyvatelé této vesnice. Navíc tomu nahrávala také výpověď policistů, kteří hledané studenty kontrolovali 14. září ve městě Domen.
Ve čtvrtek 15. listopadu proběhla na tiranském letišti tisková konference a členové výpravy se letecky přepravili zpět do České republiky.

### Modlitba
V neděli 25. listopadu 2001 proběhla od 19 hodin modlitba za ztracené kamarády. Ve stejný čas probíhala modlitba jak v České republice, tak v Albánii.

### Pamětní deska
Dne 12. září 2021 byla pod záštitou Farního sboru Českobratrské církve evangelické v Praze 8 – Kobylisích a Jany Vávrové odhalena pamětní deska, která je vzpomínkou na tyto tři studenty. Deska je umístěna na jednom z venkovních křídel evangelického kostela U Jákobova žebříku, kam Lenka Tučková spolu se svou maminkou pravidelně docházela.

## Podezření na oběti obchodování s orgány
V prosinci 2009 se objevily nikdy nepotvrzené zprávy, že během války v Kosovu obchodovali podle Srbů tamní Albánci s lidskými orgány. Kosovští Albánci měli během válečného konfliktu v letech 1998 a 1999 unášet tamní Srby, vraždit je a jejich ledviny, játra či srdce prodávat za velké peníze na Západ. Orgány si prý měli koupit i Švýcar a Němec.
Zpráva o údajném obchodu s orgány se poprvé objevila v dubnu 2009 v pamětech Carly del Ponteové, hlavní žalobkyně Mezinárodního trestního tribunálu pro bývalou Jugoslávii.
Oběťmi tohoto obchodu se měli stát i tři Češi.[zdroj?] Tato skutečnost[zdroj?] nahrávala domněnce, že by se mohlo jednat o bratry Pavelkovy a Lenku Tučkovou. Měla však několik trhlin:
- k obchodování s orgány mělo docházet během války v letech 1998 a 1999, kdežto zmínění tři pohřešovaní se ztratili až v roce 2001
- tři Češi se ztratili v Albánii, kdežto k popisovanému údajnému přepadávání mělo docházet v Kosovu

Přesto čeští kriminalisté poslali do Kosova dentální karty a vzorky DNA uvedených pohřešovaných.

### Pravděpodobné vyvrácení podezření
Podezření, že se bratři Pavelkovi a Lenka Tučková stali oběťmi obchodu s lidskými orgány, bylo albánskou policií odmítnuto v dubnu 2010. Byly údajně prověřovány a srovnávány všechny vzorky, které jsou k dispozici, a podezření se nepotvrdilo. Faktem je, že důležité orgány vydrží životaschopné v konzervačním roztoku velmi krátkou dobu po odebrání, například srdce 4–5 hodin, plíce pak 5–6 hodin, zahrnuta je i doba na případný transport dárci.

## Obnovení pátrání
Podle albánských médií byl na konci října 2009 případ znovu otevřen a na informace vedoucí k nalezení Čechů byla vypsána odměna.
Z dosavadních pátrání vyplývá, že tři pohřešovaní kamarádi byli zřejmě přepadeni.